# Yigoga
Yigoga là một chi bướm đêm thuộc họ Noctuidae, nó được Lafontain & Fibiger đặt như một đồng nghĩa của Dichagyris vào năm 2003.

## Một số loài trước đây được xếp vào chi
- Yigoga celsicola (Bellier, 1859)
- Yigoga fidelis (Joannis, 1903)
- Yigoga flavina (Herrich-Schäffer, 1852)
- Yigoga forcipula (Denis & Schiffermüller, 1775)
- Yigoga gracilis (Wagner, 1929)
- Yigoga insula Fibiger, 1997
- Yigoga iranicola Koçak, 1980
- Yigoga libanicola (Corti & Draudt, 1933)
- Yigoga lutescens (Eversmann, 1844)
- Yigoga nachadira (Brandt, 1941)
- Yigoga nigrescens (Höfner, 1888)
- Yigoga orientis (Alphéraky, 1882)
- Yigoga romanovi (Christoph, 1885)
- Yigoga serraticornis (Staudinger, 1897)
- Yigoga signifera (Denis & Schiffermüller, 1775)
- Yigoga soror Fibiger, 1997
- Yigoga truculenta (Lederer, 1853)